# Guerres byzantino-avares
Les guerres byzantino-avars sont une série d'affrontements entre l'Empire byzantin et le Khaganat avar au cours de la deuxième moitié du VIe siècle et la première moitié du VIIe siècle. Elles débutent avec l'arrivée des Avars en Pannonie, poussés vers l'ouest par le Khaganat turc, et la prise de Sirmium en 581 ou 582 qui leur ouvre la voie à un pillage des provinces balkaniques de l'Empire byzantin. La contre-offensive impériale n'intervient qu'après 591 et la fin de la guerre face à l'empire perse ; l'empereur Maurice envoie les généraux Priscus puis Pierre mettent en échec les avancées avares. Les Avars reprennent cependant leur offensive quelques années plus tard mais après quelques succès initiaux, ils sont à nouveau repoussés par le général Philippicos. Une nouvelle guerre contre l'empire perse entraînant les troupes byzantines hors des Balkans, les Avars en profitent pour attaquer à nouveau l'empire à partir de 612, ravageant à nouveau les provinces balkaniques, et mettent le siège devant Constantinople, la capitale impériale, en 626 aux côtés des Perses. Finalement repoussés, le Khaganat avar finit par s'effondrer quelques années plus tard, du fait de luttes internes et de pressions d'autres peuples.

## Contexte
Fuyant le Khaganat turc, les Avars arrivent dans la plaine de Pannonie en 568 et s'allient rapidement aux Lombards face aux Gépides. Une fois ces derniers vaincus, les Lombards se retirent en Italie, offrant aux Avars l'opportunité de s'emparer aussi bien des terres gépides que des anciens territoires contrôlés par les Lombards, ce qui permet la création du Khaganat avar. Les Avars revendiquent alors l'ensemble des territoires précédemment contrôlés par les deux peuples germaniques, dont la ville de Sirmium, récemment reprise par les Byzantins aux Gépides, déclenchant ainsi le premier conflit entre le Khaganat avar et l'Empire byzantin.

## Attaques avares contre Sirmium (568–582)
Les Avars débutent presque immédiatement par un assaut sur Sirmium en 568, mais ils sont repoussés. Ils se replient avec leurs troupes dans leur propre territoires, mais auraient envoyé 10 000 Huns koutrigoures, un peuple qui comme les Avars a été poussé jusqu'aux Carpathes par le Khaganat turc, envahir la province byzantine de Dalmatie. Ils commencent alors une période de renforcement pendant laquelle les Byzantins leur versent 80 000 solidi, des pièces en or, par an.
Hormis un raid sur Sirmium en 574, les Avars ne menacent à nouveau le territoire byzantin qu'en 579, lorsque l'empereur Tibère II met fin aux payements. Ils répliquent en assiégeant Sirmium, qui tombe vers 581 ou 582. Après la prise de la ville, les Avars exigent un tribut de 100 000 solidi par an qui leur est refusé, entraînant alors le pillage du nord et de l'est des Balkans, qui ne prendra fin que lorsque les Avars seront repoussés par l'Empire byzantin entre 597 et 602.

## Offensive avare dans les Balkans (582–591)

Carte des Balkans du nord au VIe siècle.

Après avoir capturé Sirmium, les Avars envahissent rapidement les Balkans. Leur progression est favorisée par la guerre perso-byzantine de 572-591 (en) qui laisse les garnisons byzantines sur le limes du Danube sous-payées et en sous-effectif. Les Avars et les Slaves sont alors capables de mener des raids en toute impunité, les Byzantins étant réduits à harceler les troupes barbares et mettre en place de petites embuscades plutôt qu'à provoquer une confrontation pouvant mener à une victoire décisive ou à lancer une contre-offensive. Les Avars prennent ainsi les villes d'Augustae, Singidunum, et Viminacium en 583, puis huit des neuf villes qu'ils assiègent en 586. La réussite de plusieurs de ces sièges repose sur la surprise et leur rapidité, deux avantages qu'ils perdent lorsqu'ils s'enfoncent encore plus dans le territoire byzantin en 587. Néanmoins, ils détruisent de nombreuses villes en Mésie la même année, dont Marcianopolis et Kabile (en), mais échouent à prendre Diocletianopolis (en), Philippopolis et Beroe. En 588, ils abandonnent le siège de Singidunum après seulement sept jours en échange d'une maigre rançon, puis prennent Anchialos grâce au soutien d'une flotte d'auxiliaires slaves, avant d'assiéger brièvement Drusipara et Tzurullon. Ce n'est que face à une faible résistance que les Avars et les Slaves continuent leurs pillages jusqu'en 591, lorsque l'empereur Maurice remporte la guerre face aux Sassanides et se recentre sur les Balkans.

## Contre-offensive byzantine (591–595)
À la fin de la guerre perso-byzantine en 591, l'empereur Maurice recentre son attention sur les Balkans. Il y déploie des troupes expérimentées, permettant aux Byzantins de passer d'une stratégie réactive à une stratégie préemptive. Le général Priscus est chargé d'arrêter le franchissement du Danube par les Slaves au printemps 593 ; il met en déroute plusieurs groupes de raideurs avant de franchir le Danube et de vaincre les Slaves dans ce qui est aujourd'hui la Valachie à l'automne. Maurice lui ordonne alors d'établir un camp sur la rive nord du fleuve, mais Priscus préfère se retirer à Odessos, ouvrant la voie à une nouvelle incursion slave à la fin de l'année 593 et au début 594 en Mésie et en Macédoine, entraînant la destruction des villes d'Aquis, Scupi et Zaldapa.
En 594, Maurice relève Priscus et le remplace par son propre frère, Pierre. Inexpérimenté, Pierre subit initialement plusieurs défaites avant de finalement repousser les incursions slaves et avares. Il établit sa base à Marcianopolis et patrouille le long du Danube de Novae jusqu'à la mer Noire. À la fin août 594, il franchit le Danube près de Securisca et se fraie un chemin jusqu'à la rivière Helibacia, empêchant Slaves et Avars de préparer de nouvelles campagnes de pillages. Priscus, à la tête d'une autre armée et aidé par la flotte romaine du Danube (it), empêche les Avars d'assiéger Singidunum en 595. Ces derniers se retournent alors sur la Dalmatie où ils mettent plusieurs forteresses à sac, tout en évitant la confrontation avec l'armée de Priscus. Ce dernier, peu préoccupé par les incursions avares en Dalmatie, une région éloignée et pauvre de l'empire, n'envoie qu'une petite force armée pour mettre en échec leur invasion, gardant le gros de ses troupes près du Danube. Cette petite force est cependant capable d'entraver l'avancée des Avars, et parvient même à récupérer une partie du butin accumulé.

## Premier interlude (595–597)
Après avoir été entravés dans leur invasion de la Dalmatie, les Avars, découragés par leurs échecs face aux Byzantins, décident de s'en prendre aux Francs, considéré comme plus simples à attaquer, et lancent d'importants raids contre eux en 596. À cause de ce changement d'orientation stratégique, il n'y a que peu d'activité dans les Balkans entre 595 et 597.

## Invasion avare (597–602)
Enhardis par le pillage des Francs, les Avars reprennent leurs raids outre-Danube à l'automne 597, surprenant les Byzantins et parvenant même à assiéger l'armée de Priscus alors qu'elle est encore dans son camp de Tomis. Ils lèvent cependant le siège le 30 mars 598, poussés par une armée byzantine dirigée par Comentiolus venant tout juste de franchir les monts Haemus et marchant le long du Danube jusqu'à Zikidiba, à seulement 30 km de Tomis. Pour des raisons inconnues, Priscus ne se joint pas à Comentiolus dans sa poursuite des Avars. Comentiolus établit son camp à Iatrus, mais est défait par les Avars et ses troupes battent difficilement en retraite vers les monts Haemus. Les Avars, tirent avantage de cette victoire et marchent sur Drusipara près de Constantinople, où ils sont victimes d'une épidémie tuant une grande partie de leur armée et sept fils de Bayan, le khagan avar.
Face à la pression des forces avares postées à Drusipara, Comentiolus est relevé de ses fonctions, rappelé à Constantinople et remplacé par Philippicos. Maurice rassemble également une force composée de factions de l'hippodrome et de ses gardes du corps pour défendre le mur d'Anastase. Maurice offre un tribut aux Avars, lui achetant une paix temporaire, et passe le reste de l'année 598 à réorganiser ses forces et améliorer la stratégie byzantine. La même année, les Byzantins parviennent à signer un traité de paix avec les Avars, leur permettant d'envoyer des expéditions en Valachie.
En méprisant le traité de paix, les Byzantins se préparent à l'invasion des terres avares. Priscus établit un camp près de Singidunum et y passe l'hiver 598-599. En 599, épaulé par Comentiolus, il mène ses troupes en aval à Viminacium et franchit le Danube. Une fois sur la rive nord, ils battent les Avars aux batailles de Viminacium (en), première fois que ces derniers subissent une défaite majeure sur leur propre territoire, aux cours desquels plusieurs fils de Bayan trouvent également la mort. Après les batailles, Priscus mène ses troupes vers le nord dans la plaine de Pannonie, affrontant et battant les Avars profondément au cœur de leur territoire, alors que Comentiolus reste à proximité de Danube. Priscus dévaste les terres à l'est de la rivière Tisza, infligeant d'importantes pertes aux Avars et Gépides, et les battant lors de deux nouvelles batailles sur les rives de la rivière. À l'automne 599, Comentiolus rouvre la porte de Trajan qui n'a pas été utilisée par les Byzantins depuis plusieurs décennies. En 601, Pierre mène des troupes au nord de la Tisza pour défendre les cataractes du Danube, clés pour l'accès de la flotte byzantines aux villes de Sirmium et Singidunum. L'année suivante, en 602, les Antes commencent leur invasion des terres des Avars, déjà proches de l'effondrement à cause de la révolte de plusieurs tribus avares, l'une ayant même rejoint les forces byzantines.

## Second interlude (602–612)
Après avoir été battus par les Byzantins sous le règne de Maurice, les Avars se focalisent sur l'Italie, où ils établissent un contact diplomatique en 603 puis tentant une invasion du nord de la péninsule en 610. La frontière balkanique est en grande partie pacifiée, une première depuis le règne d'Anastase Ier (emp. 491-518). Maurice envisage de repeupler ces terres dévastées nouvellement reconquises en y installant des paysans arméniens ainsi qu'en romanisant les colons slaves déjà présents. Il planifie également de continuer ses campagnes contre le Khaganat avar afin de le détruire ou de le forcer à la soumission. Cependant Maurice est renversé par Phocas en 602, porté au pouvoir par des troupes excédées par une campagne balkanique sans fin, qui annule rapidement ces plans.
Phocas parvient à maintenir en sécurité les Balkans pendant son règne de 602 à 610, bien qu'il doit retirer des troupes en 605 afin de mener une nouvelle guerre contre l'Empire sassanide. Aucune trace archéologique d'incursion slave ou avare datant de cette époque n'a pu être mise en évidence,. Bien que le manque d'action des Byzantins encourage les Avars, ils n'attaquent le territoire de l'Empire que vers 615, lorsque l'empereur Héraclius (emp. 610-641) retire à nouveau des troupes des Balkans pour les envoyer sur le front perse.

## Nouveaux assauts avars (612–626)
Les Avars, probablement encouragés par les campagnes victorieuses contre les Lombards en 610 et les Francs en 611, reprennent leurs incursions peu après 612. En 614, avec la capture de Jérusalem par les Sassanides, il devient évident aux Avars et leurs sujets slaves qu'une riposte byzantine était fortement improbable. Les chroniques des années 610 rapportent d'importants pillages, dont la chute des villes Justiniana Prima et Salone. Naissus et Serdica sont prises en 615, et Novae ainsi que Justiniana Prima sont détruites respectivement en 613 et 615. Les Slaves pillent également la mer Égée, allant jusqu'en Crète, en 623. Pendant cette période, Thessalonique est assiégée à trois reprises : une première fois en 604, puis en 615 et en 617 (en). En 623, l'empereur byzantin Héraclius se rend en Thrace pour tenter d'établir un accord de paix avec le khagan avar en personne. Cependant les Byzantins tombent dans une embuscade ; Héraclius s'en sort de justesse et la plupart de ses gardes du corps et serviteurs sont tués ou capturés. Les raids avars continuent, culminant avec le siège de Constantinople en 626, où les Avars sont finalement vaincus,.

## Siège de Constantinople (626)

Carte des environs de Constantinople.

Le chah perse Khosro II, après avoir subi plusieurs revers lors des campagnes d'Héraclius en Perse, se décide à mener une offensive décisive. Alors que le général Shahin Vahmanzadegan est envoyé à la tête de 50 000 hommes pour stopper Héraclius, Schahr-Barâz, dirigeant une plus petite armée, doit contourner les flancs de l'armée byzantine d'Héraclius et marcher sur Chalcédoine, une base perse établie face à Constantinople de l'autre côté du Bosphore. Khosro II établit également des contacts avec le khagan des Avars afin d'organiser une attaque coordonnée de Constantinople, les Perses du côté asiatique et les Avars du côté européen.
L'armée avare approche Constantinople depuis la Thrace et détruit l'aqueduc de Valens. La marine byzantine contrôlant le détroit du Bosphore, les Perses ne peuvent envoyer des troupes sur la rive européenne pour aider les Avars, ce qui prive ces derniers de l'expertise perse en tactique de siège. La supériorité navale des Byzantins rend d'ailleurs la communication entre les deux forces difficile,. Dans la ville, la défense est organisée par le patriarche Serge et le patrice Bonus.
Le 29 juin 626, les Avars et les Perses lancent un assaut coordonné de la ville. Les défenseurs byzantins disposent de 12 000 cavaliers bien entraînés, probablement à pied, pour faire face à 80 000 Avars et Sclavènes (Slaves dont les terres sont contrôlées par les Avars). La constitution d'un siège n'était pas évidente immédiatement, les Perses ayant établi une base à Chalcédoine depuis plusieurs années, mais l'apport par les Avars d'engins de siège lourds près du mur de Théodose lève les doutes. Bien que les murailles soient bombardées pendant un mois, le moral reste élevé dans la ville ; le patriarche Serge l'entretient en dirigeant des processions du haut des murs, portant la Blachernitissa, une icône de la Vierge Marie,. Les paysans de la région de Constantinople se rallient à son zèle religieux, d'autant plus que les forces conjointes attaquant la capitale impériale sont païennes.
Le 7 aout, une flotte de radeaux perses convoyant des troupes de l'autre côté du Bosphore est encerclée puis détruite par la flotte byzantine. Les Sclavènes tentent une attaque contre les remparts maritimes de la ville depuis le côté opposé de la Corne d'Or tandis que les Avars attaquent les remparts terrestres. Cependant les navires sclavènes sont percutés et détruits par les galères de Bonus, et les assauts terrestres des Avars du 6 et 7 aout sont repoussés. À peu près à ce moment, la nouvelle de la victoire écrasante du frère de l'empereur Théodore face aux troupes de Shahin parvient aux assaillants, conduisant les Avars à se replier sur l'arrière-pays balkanique en deux jours ; ils ne représenteront dorénavant plus une menace sérieuse pour Constantinople. Bien que l'armée perse de Schahr-Barâz demeure à Chalcédoine, la menace sur Constantinople est levée et les Perses ne sont pas en mesure d'utiliser l'artillerie depuis leur côté du Bosphore,. L'hymne acathiste, d'un auteur inconnu, peut-être le patriarche Serge ou Georges de Pisidie, est composé en remerciement de la levée du siège et d'une supposée divine protection de la Vierge Marie,.

## Déclin des Avars

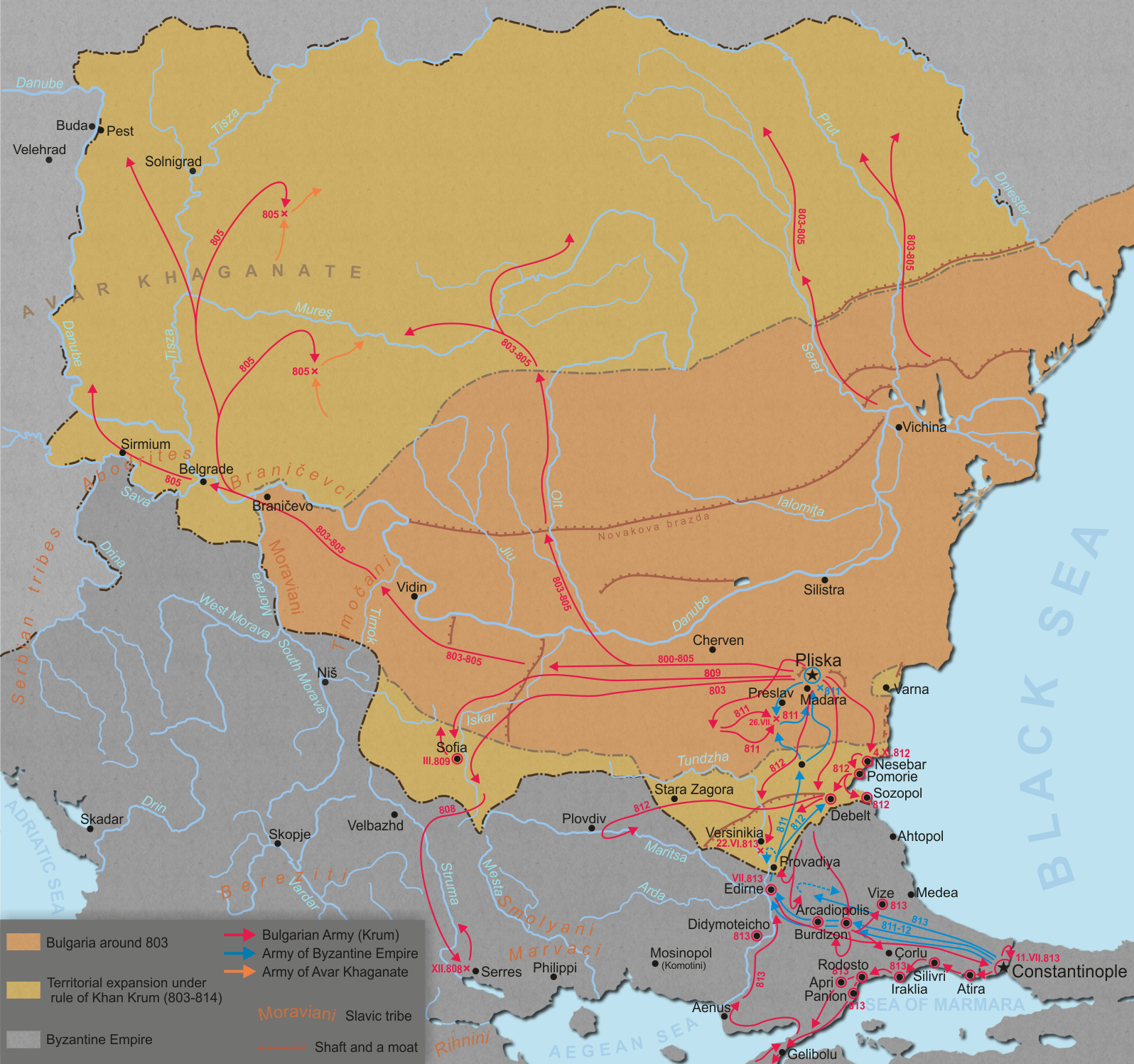
Réduction des terres avares prises par les Bulgares

Après leur échec devant Constantinople, les Avars déclinent rapidement avant de se désintégrer totalement , probablement aussi bien à cause des luttes de pouvoir internes que des conflits avec les Bulgares et les Sclavènes. Une fois leur hégémonie sur plusieurs peuples effondrée, leur territoire est en partie conquis par les Bulgares vers 680, et le restant par Charlemagne entre 790 et 803.

## Sources anciennes
- De Administrando Imperio, de l'empereur Constantin VII au Xe siècle[43].
- Strategikon, attribué à l'empereur Maurice[43].
- Miracula Sancti Demetrii, de Jean, archevêque de Thessalonique[44].
- Fragments de Ménandre le Protecteur[6].